# トーメン
株式会社トーメン（TOMEN Corporation、1990年までは TOYO MENKA KAISHA, LTD.）は、かつて存在した日本の総合商社である。
東京証券取引所、大阪証券取引所第1部に上場していたが、2006年（平成18年）4月1日に豊田通商と合併して法人格が消滅した。

## 概要
1920年（大正9年）に三井物産棉花部長であった児玉一造が中心となり、棉花部の業務を継承して東洋棉花株式會社として創立。上海租界で莫大な利益を上げた企業の中心的な存在で、豊田紡織、日清製粉等の上海進出も支援した名門企業であった。正田貞一郎や黒田慶太郎も、この上海租界で稼いだ上海人脈の一員であった。
三井物産は豊田紡織株式会社（現・トヨタ紡織）の創始者である豊田佐吉の紡績業進出を援助し、児玉一造も豊田家との親交を深めた。児玉一造の実弟の児玉利三郎は佐吉の長女愛子の婿養子（豊田利三郎）となり、後にトヨタ自動車工業の初代社長に就任した。これらの人脈やメインバンクが東海銀行であったことなどが、後に同社の筆頭株主となる豊田通商との合併に繋がった。
なお、豊田通商とは表面上は対等合併の形を取ったが、合併直前の財務面を中心とした経営状況に鑑みれば、豊田通商による事実上の救済合併に近いものであった。ただ、規模は大きくともトヨタグループ内の商品調達部門の域を出ず、グループ外の商権をほとんど持たなかった豊田通商にとっては、グループ外の多方面に商権を有していた当社との合併が、その後の成長と総合商社への脱皮に大きく寄与することとなった。

## 主な子会社・関連会社
- トーメンデバイス - 電子部品・半導体製品。サムスン電子（SAMSUNG）の日本における販売代理店。現在は豊田通商、ネクスティエレクトロニクス、日本サムスン（サムスン電子グループで、前身の三星電子ジャパンが輸入商社サムスンジャパンを合併）の3社が主要株主である。
- サンポット - ストーブ・ボイラー等製造。東京ガスとトーメンが出資して設立された関東ガス器具（後のガスター）から石油ストーブ（製販）部門が分離独立して設立された企業。後にトーメングループから離脱し、ボイラー大手の長府製作所に買収された。ちなみにガスターはガス製品大手リンナイの子会社となっている。
- トーメンエレクトロニクス - 電子部品。かつて旧東海銀行グループ（UFJグループ）も大株主に入っていた。2017年に豊通エレクトロニクスを吸収合併し、ネクスティ エレクトロニクスになった。
- トーメンテクノソリューションズ - 工作機械。トーメンの工作機械部門を移管して設立されたトーメン･マシンツールスが前身。2007年に豊通エンジニアリングと経営統合しTEMCOになった。さらにTEMCOは2010年、豊通マシナリー、豊通エスケー、DICOと合併し豊通マシナリーとなった（TEMCOの一部は豊通テクノプロトに承継し同時に豊通テクノに社名変更）。
- 三洋化成工業 - 化学薬品等。 トーメンが東レとともに設立した。

## 沿革
出典：
- 1920年 - 東洋棉花株式會社として創立。初代会長は藤瀬政次郎。
- 1950年 - 東京証券取引所・大阪証券取引所に上場。
- 1970年 - 株式会社トーメンに社名変更（但し、英文表記の“TOYO MENKA KAISHA, LTD.”は変更せず）。
- 1990年 - CI導入。従来の社章（井桁に、綿を表すCottonの“C”を配したマーク）を廃止し、新しいロゴマーク（TOMENの上に、アーク(弓)を配したもの）を制定、同時に英文表記も“TOMEN Corporation”に変更。
- 2000年 - 豊田通商と資本・業務提携、第三者割当増資により同社が75億円を出資。
- 2004年 - 豊田通商とトヨタ自動車が第三者割当増資で100億円を出資。
- 2006年4月1日 - 豊田通商に吸収合併され解散[3]。

## 役員

### 会長
- 藤瀬政次郎（1920年4月15日～1927年1月7日）
- 児玉一造（1927年3月15日～1930年1月30日）
- 山崎一保（1934年7月10日～1936年1月10日）
- 権野健三（1936年1月10日～1940年12月21日）
- 塚田公太（1940年12月21日～1945年12月5日）

### 社長
- 浅山伊三郎（1945年12月5日～1946年6月29日）
- 前田保勇（1946年6月30日～1953年2月25日）
- 鈴木重光（1953年2月25日～1962年6月26日）
- 香川英史（1962年6月26日～1971年5月31日）
- 安本和夫（1971年5月31日～1977年6月30日）
- 武内俊夫（1977年6月30日～1986年6月27日）
- 北村恒夫（1986年6月27日～）
- 松川保雄
- 辻明弘（1997年～2000年3月31日）
- 田代守彦（2000年4月1日～2003年6月）
- 蔭山真人（2003年6月～2006年）

## 映画製作
- 『動天』（1991年、東映）

## エピソード
- 小説「炎の商社マン」（小林真一著）は、著者が当社に勤務していた当時の体験を元に書かれている。
- 幸福の科学グループ創始者兼総裁・大川隆法がかつて勤務していたことでも知られる。

1981年4月入社、1982年8月からニューヨーク支店で勤務の後、1983年8月本社勤務、1984年3月名古屋支店勤務後、1986年7月に退社。大川の自伝的映画『夜明けを信じて。』にて当時のトーメンが東鳳商事として描かれている。
- 吉本興業所属のお笑いトリオ『ニブンノゴ!』は、当初『トーメン団地』と名乗っていたが、商標権等の問題から現名称に改名している。

なお、当初の芸名の由来は、メンバーの出身地である高知県高知市において当社が開発を手がけた「トーメン団地」と呼ばれる（正式な地名は高知市一宮東町）住宅地に由来するもので、全くの無関係というわけではない。
なお、当社の開発により「トーメン団地」と名付けられた住宅地は高知県の他、奈良県や北海道にも存在する。
- 1974年3月3日にフランスで発生したトルコ航空DC-10パリ墜落事故では入社前の研修旅行に向かう最中だった入社予定の15名が遭遇し、全員が死亡した。